# Sportska dvorana Danijel Rehak
Športska dvorana Danijel Rehak je višenamjenska dvorana u Vukovaru. Nazvana je po Danijelu Rehaku i nalazi se u vukovarskoj gradskoj četvrti Borovo Naselje. U sklopu nje je i mala dvorana za borilačke športove, te dvorana za kuglanje. Koriste ju mnogi vukovarski športski klubovi. Dvorana se također koristi i za razne društvene događaje, kao što su koncerti, sajmovi i dr. Kapaciteta je ukupno 3000 gledatelja. 

## Povijest
Izgrađena je i otvorena 1978. za potrebe održavanja XXIII. međunarodnoga prvenstva Jugoslavije u stolnom tenisu, 1978. godine.
Dvije godine kasnije u srijedu 16. travnja 1980. godine u Vukovaru, u športskoj dvorani Borovo odigrana je finalna utakmica Kupa Jugoslavije u kojoj su se sastali KK Cibona i KK Bosna iz Sarajeva u kojoj je Cibona zbog lošijih rezultata te godine bila svojevrsni autsajder no pobjeda je označila prekretnicu za Cibonu nitko nije očekivao da će ta utakmica odrediti dalju sudbinu zagrebačkog kluba koji je poslije toga tri puta osvojio prvenstvo Jugoslavije i osam puta Kup, 19 puta prvenstvo Hrvatske i sedam puta Hrvatski kup, ali i dva naslova prvaka Europe, dva Kupa pobjednika kupova, Kup Radivoja Koraća te 2014. ABA ligu. 
Na toj utakmici prvi su se put pojavile hrvatske zastave, što je oštro osudila Komunistička partija. Cibona tada ne samo da je osvojila Kup Jugoslavije nego je već započela i dodatno jačanje momčadi. Dres vukova ubrzo nakon toga obukao je i Krešimir Ćosić, a poslije njega i Dražen Petrović. Do danas bio je to najveći i najznačajniji sportski događaj u Vukovaru.
Godine 2014. u dvorani u Borovu naselju održana je i prva prvenstvena utakmica hrvatske košarkaške lige između KK Cedivite i KK Alkara iz Sinja, a veza KK "Kvarnera" s dvoranom leži u činjenici da je Primorsko-goranska županija obnavljala u ratu teško oštećenu dvoranu.
Godine 2015., 35 godina nakon čuvenog finala Kupa Jugoslavije, u dvorani je održano finale kupa Hrvatske – Kup Krešimira Ćosića uz zajedničku organizaciju Hrvatskog košarkaškog saveza, KK Borovo i KK Cedevita u kojemu je Cedevita pobjedila KK Zadar rezultatom 86:82.
Godine 2017. Vukovar je bio domaćin vaterpolske utakmice u 5. kolu skupine B Svjetske lige. Na Vukovarskom plivalištu odigrana je povijesna utakmica između reprezentacija Hrvatske i Francuske pred 700 gledatelja. Hrvatska vaterpolska reprezentacija ostvarila je pobjedu od 16:6, te se revanširala protivniku koji ju je iznenađujuće pobijedio na Olimpijskim igrama u Rio de Janeiru godinu dana prije.

### Ime dvorane – Danijel Rehak
Dvorana je krajem ožujka 2023. godine preimenovana iz Sportska dvorana Borovo naselje u Sportska dvorana Danijel Rehak. 

Danijel Rehak je preminuli hrvatski, vukovarski branitelj, pukovnik HV-a, dugogodišnji predsjednik Hrvatskog društva logoraša srpskih koncentracijskih logora (HDLSKL) i Centra za istraživanje ratnih zločina.

Rehak je preminuo u Osijeku 10. lipnja 2022., u 74. godini života, pokopan je uz vojne počasti 14. lipnja 2022. na Memorijalnom groblju žrtava iz Domovinskog rata u Vukovaru.

Rehak je bio dugogodišnji profesor tjelesnog, zapažene rezultate imao je s NK Radničkim, a netom prije Domovinskog rata 1991. godine bio je voditelj sportskih objekata, odnosno sportske dvorane u Borovu naselju.

## Tehničke karakteristike
Kapacitet dvorane je 3000 mjesta od toga je 2400 sjedećih i 600 stajaćih mjesta.
Športska dvorana je sportsko-komercijalni prostor veličine 6.679,65 m2 bruto razvijene površine te je po karakteristikama sportsko-rekreacijske namjene.
Sportska dvorana je zgrada pravokutnog oblika ukupnih tlocrtnih gabarita 85,32 × 66,33 m. Sastoji se od velike dvorane, male dvorane, dvije teretane, gimnastičke dvorane, dvorane za boks, kuglane, svlačionica, sanitarnih čvorova, spremišta i uredskih prostorija. Unutar dvorane nalaze se i kotlovnice. Smještena je kao slobodnostojeća.
U prizemlju se nalazi:
- Velika dvorana = 1076,90 m2
- Mala dvorana = 493,50 2
- Kuglana = 484,21 2
- Boks = 85,46 2
- Teretana = 69,83 2
- Teretana = 137,51 2

Na prvom katu se nalazi:
4 svlačionice i 36 sanitarnih čvorova, a u produžetku dvorane nalaze dva vanjska betonska igrališta s tribinama i boćalištem u nastavku.
Za potrebe gimnastičara 2015. godine u sklopu objekta otvorena je i dvorana za gimnastiku.
2018. izvršeni su radovi na zamjeni sportskog poda kada je ugrađen površinsko elastični sportski pod marke Haro Sports Flooring, parket koji ima FIBA I IHF certifikat, a kao model odabran je Helsinki 10. Zamjenom sportskog poda stečeni preduvjeti da osim košarkaša, rukometaša, odbojkaša i nogometaša, koji su do sada koristili ovu dvoranu, istu mogu koristiti i dizači utega te gimnastičari.
Trg Dražena Petrovića ispred dvorane Borovo u rujnu 2020. kompletno je uredjen i na njemu se nalaze 4 zasebna igrališta koja su prilagođena djeci predškolskog uzrasta, školskog uzrasta, rekreativcima, ali i građanima treće životne dobi.

## Športski klubovi
U sklopu dvorane Borovo djeluje više športskih klubova u različitim športovima to su:
- Košarkaški klub Borovo-Vukovar
- Hrvatski rukometni klub “Borovo”
- Atletski klub Vukovar
- Klub dizača utega Vukovar
- Boksački klub “Borovo” Vukovar
- Gimnastički klub Vukovar
- Udruga kineziologa grada Vukovara
- Malonogometni klub Primus

## Vanjske poveznice
- Službene stranice javne ustanove - Sportski objekti Vukovar
- Službene stranice grada Vukovara, sport  Arhivirana inačica izvorne stranice od 22. veljače 2016. (Wayback Machine)